# Morava (loď, 1946)
Loď Morava zahajovala společně se sesterskou lodí Brno provoz lodní dopravy na Brněnské přehradě v roce 1946. V provozu zde vydržela do roku 1961, kdy byla prodána na Vranovskou přehradu. Zde plula mezi lety 1962 a 1981 pod jménem Znojmo, poté byla postupně sešrotována.

## Historie

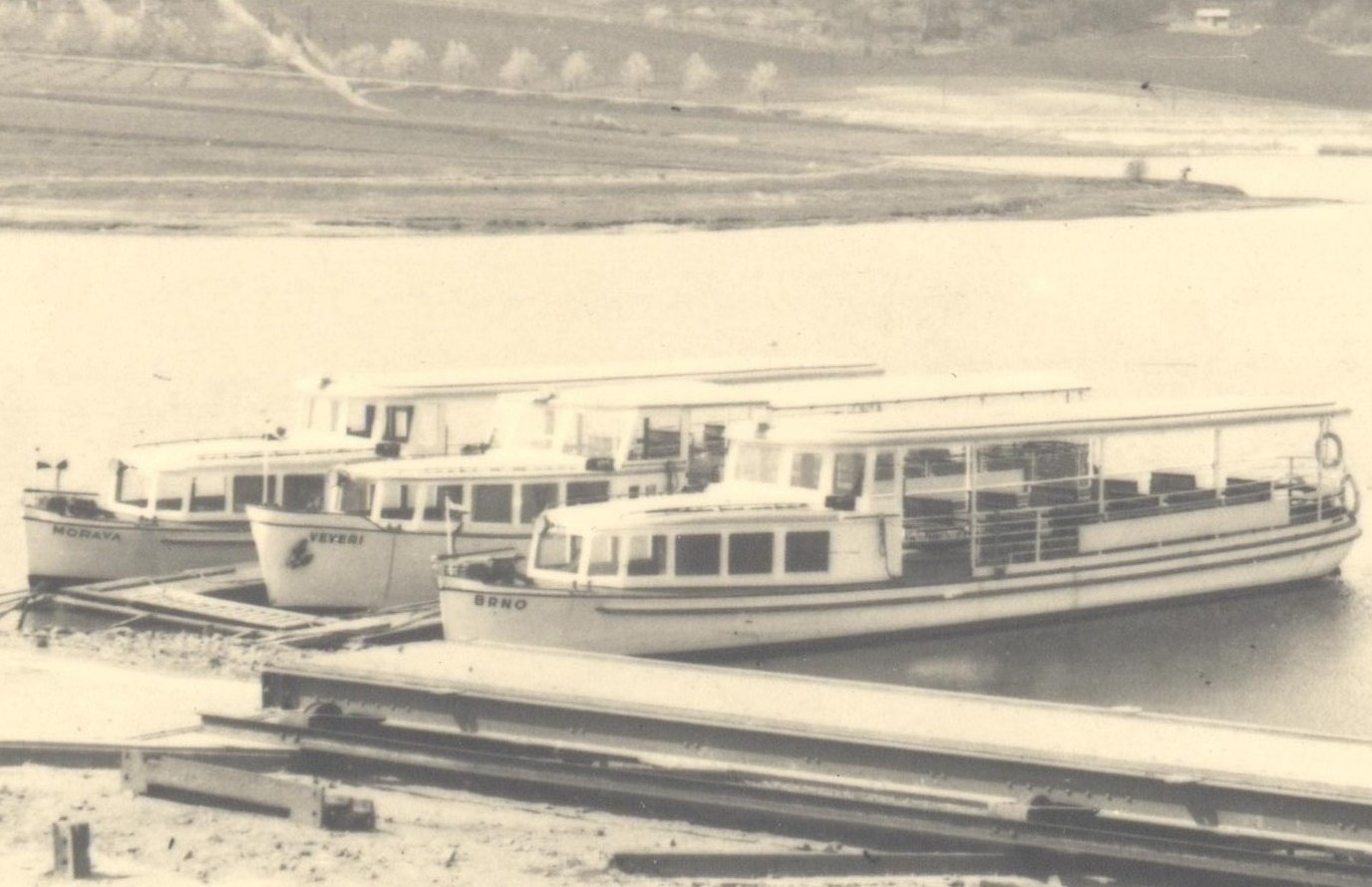
Zleva doprava: lodě Morava, Veveří a Brno na Brněnské přehradě v roce 1948

Loď Morava byla, stejně jako Brno, objednána i vyrobena za druhé světové války. Obě plavidla byla postavena zřejmě v roce 1943 v německé loděnici Jean Stauf v Königswinteru na Rýně (poblíž Bonnu). Následně byla převezena do Brna a uskladněna v tramvajové vozovně Pisárky. Ta ale na konci války vyhořela (zapálili ji zřejmě ustupující němečtí vojáci), lodě však požár přežily, i když jedna z nich byla výrazně poškozena (není známo, která to byla). Na jaře 1946 byly lodě opraveny a převezeny do bystrckého přístaviště, kde 5. května téhož roku společně s malým člunem Svratka zahájily provoz lodní dopravy na Brněnské přehradě.
Ze začátku provozu byly obě lodě neustále využívané, ale po dodání prvních dvoupalubových lodí v první polovině 50. let bylo jejich nasazování vzhledem k jejich malé kapacitě omezováno. Pro Moravu se stal osudným rok 1961, kdy byla zprovozněna poslední dvoupalubová loď Kyjev. Zároveň bylo rozhodnuto o vyřazení nadbytečné Moravy. Na konci roku 1961 byla upravena pro provoz na Vranovské přehradě, kam byla na jaře následujícího roku prodána.
Loď Znojmo, jak byla Morava na Vranově pokřtěna (jméno Morava již bylo obsazené), byla nasazena již od počátku plavební sezóny 1962. Jejím hlavním úkolem byl převoz cestujících od přehradní hráze přes Švýcarskou zátoku k protější pláži. Občas Znojmo také vypomáhalo na hlavní plavební trase k hradu Bítov.
V roce 1970 byla na Vranov odprodána z Brna také sesterská loď Znojma, loď Brno. Společně tedy převážely cestující přes Švýcarskou zátoku do roku 1978, kdy bylo Brno vyřazeno. Znojmo vydrželo v provozu až do roku 1981, kdy byla loď odkoupena Svazarmem z obce Žlutava. Jeho úmyslem bylo provozovat lodní dopravu na řece Moravě. Znojmo bylo převezeno do dílen, jenže bylo zjištěno, že rekonstrukce by si vyžádala příliš velké množství peněz. Proto byla loď rozřezána a všechny její části byly do roku 1991 sešrotovány.

## Konstrukce
Morava byla zcela stejné konstrukce jako její sesterská loď Brno. Šlo tedy velikostně o malou loď, kapacita byla 103 cestujících. Loď byla rozdělena na přední uzavřenou kajutu a otevřenou zadní palubu, která byla kryta střechou. Do přední kajuty, ve které bylo 12 míst k sezení, se sestupovalo po pěti schodech. Stanoviště kapitána lodi se nacházelo na rozhraní hlavní paluby a snížené přední kajuty.
Trup lodě tvořily snýtované železné plechy o síle 3 mm, vyztužení trupu bylo provedeno žebry z úhlového železa, která byla umístěna po celé délce lodě v pravidelných rozestupech 400 mm. Podlahu lodě tvořil rýhovaný plech o tloušťce 5 mm.
Plavidlo bylo poháněno sériovým elektromotorem Siemens-Schuckert o výkonu 9 kW, který byl umístěn v zadní části lodi. Motor byl napájen z akumulátoru, jenž byl umístěn uprostřed lodi v uzavřeném prostoru. V podpalubí se také nacházela čtyři ruční pístová čerpadla pro případné odčerpání vody z plavidla.
V roce 1961 byla loď upravena pro provoz na Vranovské přehradě. Tehdy byl elektromotor vyměněn za naftový motor Czepel o výkonu 62 kW. Stejně jako v lodi Brno tak i v Moravě (tehdy již Znojmě) byla v 70. letech vyměněna příčná sedadla za sedadla podélná, která byla pro krátkou plavební dráhu na Vranovské přehradě vhodnější.